# F.C. Barcelona Bàsquet
F.C. Barcelona Bàsquet je španjolski košarkaški klub iz katalonskog grada Barcelone. Dio je sportskog društva F.C. Barcelona, a osnovano je 24. kolovoza 1926. godine. Zbog sponzorskih razloga klub nosi ime FC Barcelona Lassa. Od 2004. do 2007. nosio je ime švicarske tvrtke Winterthur Group. Igra u Ligi ACB i Euroligi.

## Povijest
Klub je najprije nastupao u Campionat de Catalunya de Basquetbol (Katalonska košarkaška liga). Tijekom ranih godina, košarkom u Kataloniji vladali su klubovi poput CE Europe, Laiete BC, CB Atlètic Gràcie i Société Patrie, a to razdoblje je trajalo sve do početka 1940-ih kada FC Barcelona postaje samostalni košarkaški klub.  Tijekom tog desetljeća klub je osvojio 6 naslova Copas del Generalissimo (Španjolski kup). 1956. postaju članovi španjolske lige, a 1959. prvu dvostruku krunu (Španjolsko prvenstvo i kup).
Između 1960-ih i 1970-ih, klub je padao u prosječnost, a 1961. je raspušten. Međutim, 1962. od strane navijača klub je ponovo obnovljen. 1964., Primera División smanjnila je broj članova s četrnaest na osam momčadi, a klub se našao u Segunda División. Međutim, ubrzo su se vratili u prvoligaško društvo osvajanjem Segunde 1965. godine.
1980-ih, tadašnji predsjednik kluba Josep Lluís Núñez dao je punu podršku u stvaranju najjačeg španjolskog košarkaškog kluba. Njegovom podrškom, klub je s karizmatičnim trenerom Aítom Garcíjom Renesesom i igračima poput Epija, Jiméneza, Sibilija, Norrisa i Solozábala, osvojio šest naslova španjolskog prvaka, pet Kupa Kralja, dva Kupa pobjednika kupova i Kup Radivoja Koraća. Međutim, nisu uspjeli osvojiti Europski kup, ali su 1984. bili finalisti tog natjecanja. 
Klub je tijekom 1990-ih isto tako bio uspješan. Osvojio je četiri naslova španjolskog prvaka i dva Kupa Kralja. Klub i dalje nije uspio osvojiti Euroligu, usprkos tome što je čak četiri puta (1990., 1991., 1996. i 1997.) stigao do finala. Njihovo strpljenje se na kraju isplatilo, kada je momčad predvođena Bodirogom, Jasikevičiusom i Navarrom osvojila Euroligu 2003., pobijedivši u finalu 76-65 Benetton Treviso. Prvi put nakon 2004. godine Barcelona je osvojila naslov prvaka španjolske lige. U finalu su od branitelja naslova TAU Cerámice preuzeli titulu s 3-1 u pobjedama. Posljednju su ostvarili pred svojim navijačima, njih oko 7.700, dobivši Tau s 90:77.

## Sponzorska imena
- FC Barcelona Banca Catalana 1993. – 1997.
- Winterthur FC Barcelona 2004. – 2007.
- AXA FC Barcelona 2007. – 2008.
- Regal FC Barcelona 2008. – 2011.
- FC Barcelona Regal 2011. – 2013.[2]
- FC Barcelona Lassa 2015. – 2019.[3]

## Trofeji
- ACB Liga / Liga Española (20):
  - 1959., 1981., 1983., 1987., 1988., 1989., 1990., 1995., 1996., 1997., 1999., 2001., 2003., 2004., 2009., 2011., 2012., 2014., 2021., 2023.

- Kup Kralja (27):  1943., 1945., 1946., 1947., 1949., 1950., 1959., 1978., 1979., 1980., 1981., 1982., 1983., 1987., 1988., 1991., 1994., 2001., 2003., 2007., 2010., 2011., 2013., 2018., 2019., 2021., 2022.

- Španjolski superkup (6): 1988., 2004., 2009., 2010., 2011., 2015.

- Kup Princa od Asturije (1): 1989.

- Euroliga (2): 2003., 2010.

- Kup pobjednika kupova (2): 1985., 1986.

- Kup Radivoja Koraća (2): 1987, 1999.

- Europski superkup (1): 1987.

- ACEB Europski superkup (2): 1983., 1986.

- Interkontinentalni kup (1): 1985.

- Iberijski kup (1): 1948.

- Lliga Catalana de Bàsquet (25): 1981., 1982., 1983., 1984., 1985., 1986., 1990., 1994., 1996., 2001., 2002., 2005., 2009., 2010., 2011., 2012., 2013., 2014., 2015., 2016., 2017., 2019., 2022., 2023., 2024.

- Katalonsko prvenstvo (9): 1942., 1943., 1945., 1946., 1947., 1948., 1950., 1951., 1955.

## Poznati treneri
| - Manel Comas - Manolo Flores - Aíto García Reneses - Eduard Kucharsky - Eduard Portela |  | - Antoni Serra - Duško Ivanović - Božidar Maljković - Svetislav Pešić - Ranko Žeravica |

## Popis trenera
- José Vila (1926. – 1936.)
- Juan Enrique Henry (1941. – 1945.)
- Fernando Font (1945. – 1955., 1967.)
- Joaquim Broto (1955. – 1956.)
- Francisco Ortiz (1956. – 1958.)
- Guimerà (1960.)
- Joan Canals (1960. – 1963.)
- Josep Grau (1963. – 1964.)
- Josep Bargalló (1965.)
- Eduardo Portela (1965. – 1967.)
- Santiago Navarro (1967. – 1968.)
- Xabier Añúa (1968. – 1972.)
- Willy Ernst (1972. – 1973.)
- Vicente Sanjuán (1973. – 1974.)
- Ranko Žeravica (1974. – 1976.)
- Todor Lazić (1976. – 1977.)
- Eduardo Kucharski (1977. – 1979.)
- Antoni Serra (1979. – 1985.)
- Manolo Flores (1985., 2005.)
- Aíto García Reneses (1985. – 1990., 1992. – 1997., 1998. – 2002.)
- Božidar Maljković (1990. – 1992.)
- Manel Comas (1997.)
- José María Oleart (1997.)
- Joan Montes (1997. – 1998., 2004. – 2005.)
- Svetislav Pešić (2002. – 2004., 2018. – 2020.)
- Duško Ivanović (2005. – 2008.)
- Xavi Pascual (2008. – 2016.)
- Georgios Bartzokas (2016. – 2017.)
- Sito Alonso (2017. – 2018.)
- Šarūnas Jasikevičius (2020. – 2023.)
- Roger Grimau (2023. – 2024.)
- Joan Peñarroya (2024. – danas)

## Poznati igrači
| - Santi Abad - Víctor Alemany - Ángel Almeida - Alfons Alzamora - Quique Andreu - Pedro Ansa - Miguel Ángel Beltrán - Jordi Bonareu - Eduard Bonet - Manel Bosch - César Bravo - Jesús Bueno - Nino Buscató - Joan Canals - Pere Capdevila - Miquel Carreras - Pere Carreras - Juan Pedro Cazorla - Joaquim Costa - Xavi Crespo - Joan Creus - Devin Davis - Juan Domingo de la Cruz - Rodrigo de la Fuente - Óscar De la Torre - Salva Díez - Roberto Dueñas - Joan Dunyach - Ramón Espuña - Roger Esteller - Miguel Ángel Estrada - Marc Fernández - Xavi Fernández - Joan Ferrando - Manolo Flores - Albert Fontet - Oliver Fuentes - José Luís Galilea - Emilio Galve - Iván García - Aíto García Reneses - Marc Gasol - Pau Gasol - Lisard González - Ángel Heredero - Andrés Jiménez - Rafael Jofresa - Oriol Junyent - Eduard Kucharski - Artur Llopis - Miguel López Abril - Chema Marcos - Xavier Marín |  | - Manolín Martín - Nacho Martín - Alfonso Martínez - Claudi Martínez - Ferran Martínez - Llorenç Mons - José Antonio Montero - Quique Moraga - Juan Carlos Navarro - Julián Ortíz - José Palacios - José Antonio Paraiso - José María Pedrera - Aleix Prat - Xavier Puyada - Nacho Rodríguez - Daniel Rovira - Xavi Ruíz - Herminio San Epifanio - Juan Antonio San Epifanio - Luis Miguel Santillana - Arturo Seara - Chicho Sibilio - Jordi Soler - Nacho Solozábal - Berni Tamames - Francisco Javier Zapata - Marcelo Nicola - Pepe Sánchez - Nihad Đedović - Anderson Varejão - Romain Sato - Bob Guyette - Lars Hansen - Greg Wiltjer - Ante Tomić - Andrija Žižić - Mario Hezonja - Roko Leni Ukić - Christian Drejer - Alain Digbeu - Michel Morandais - Shammond Williams - Patrick Femerling - Ademola Okulaja - Giannis Bourousis - Nikos Ekonomou - Michalis Kakiouzis - Efthimios Rentzias - Andrea Camata - Gregor Fučka - Denis Marconato - Šarūnas Jasikevičius |  | - Artūras Karnišovas - Vlado Ilievski - Francisco Elson - Remon Van de Hare - Ed Cota - Piculín Ortiz - Ramón Rivas - Andrei Fetissov - Dejan Bodiroga - Aleksandar Đorđević - Milan Gurović - Zoran Savić - Milos Vujanić - Alex Acker - Derrick Alston - Wallace Bryant - Norman Carmichael - Ben Coleman - Corey Crowder - Mike Davis - LeRon Ellis - Roy Fisher - Tom Gneiting - Dan Godfread - Anthony Goldwire - Michael Hawkins - Otis Howard - Mike Jones - Tony Massenburg - Amal McCaskill - Eugene McDowell - Darryl Middleton - Jerrod Mustaf - Gary Neal - Audie Norris - Doug Overton - Mike Peplowski - Mike Phillips - Fred Roberts - Jeff Ruland - Michael Saulsberry - Rony Seikaly - Kenny Simpson - Mark Smith - Marcellous Starks - Paul Thompson - Marvis Thornton - Steve Trumbo - Granville Waiters - Dennis Williams - David Wood |

## Vanjske poveznice
- Službena stranica (engl.)
- Stranica kluba na Euroleague.net (engl.)

| FC Barcelona    | FC Barcelona                                                                                              |
| --------------- | --- |
|                 | |
| Klubovi         | FC Barcelona • FC Barcelona Atlètic • FC Barcelona C                                                      |
|                 | |
| Domaći stadion  | Camp Nou • Mini Estadi • Palau Blaugrana • Camp de Les Corts                                              |
|                 | |
| Pomoćni tereni  | Ciutat Esportiva Joan Gamper • La Masia                                                                   |
|                 | |
| Rivalstvo       | El Clásico • El derbi Barcelonés                                                                          |
|                 | |
| Ostali sportovi | Košarka • Rukomet • Hokej na ledu • Hokej na koturaljkama • Mali nogomet • Ragbi union • Američki nogomet |
|                 | |
| Sezone          | 2009./10. • 2010./11.                                                                                     |
|                 | |
| Povezani članci | Navijači • Muzej • Cant del Barça • Barça TV                                                              |

| FC Barcelona    | FC Barcelona                                                                                              |
| --------------- | --- |
|                 | |
| Klubovi         | FC Barcelona • FC Barcelona Atlètic • FC Barcelona C                                                      |
|                 | |
| Domaći stadion  | Camp Nou • Mini Estadi • Palau Blaugrana • Camp de Les Corts                                              |
|                 | |
| Pomoćni tereni  | Ciutat Esportiva Joan Gamper • La Masia                                                                   |
|                 | |
| Rivalstvo       | El Clásico • El derbi Barcelonés                                                                          |
|                 | |
| Ostali sportovi | Košarka • Rukomet • Hokej na ledu • Hokej na koturaljkama • Mali nogomet • Ragbi union • Američki nogomet |
|                 | |
| Sezone          | 2009./10. • 2010./11.                                                                                     |
|                 | |
| Povezani članci | Navijači • Muzej • Cant del Barça • Barça TV                                                              |

| Regal FC Barcelona | Regal FC Barcelona |
| --- | ------------------ |
| |                    |
| 0 Pullen \| 8 Sada \| 9 Huertas \| 10 Abrines \| 11 Navarro \| 14 Todorović \| 16 Papanikolau \| 23 Hezonja \| 25 Lorbek \| 30 Lampe \| 34 Nachbar \| 44 Tomić \| Trener: Xavier |                    |

| Regal FC Barcelona | Regal FC Barcelona |
| --- | ------------------ |
| |                    |
| 0 Pullen \| 8 Sada \| 9 Huertas \| 10 Abrines \| 11 Navarro \| 14 Todorović \| 16 Papanikolau \| 23 Hezonja \| 25 Lorbek \| 30 Lampe \| 34 Nachbar \| 44 Tomić \| Trener: Xavier |                    |

| Liga ACB (2009./10.) | Liga ACB (2009./10.) |
| --- | -------------------- |
| |                      |
| Alta Gestión Fuenlabrada \| Bàsquet Manresa \| Bizkaia Bilbao Basket \| Caja Laboral \| Cajasol \| CB Granada \| CB Murcia \| CB Valladolid \| DKV Joventut \| Estudiantes \| Gran Canaria 2014 \| Lagun Aro GBC \| Meridiano Alicante \| Real Madrid \| Regal FC Barcelona \| Unicaja \| Valencia BC \| Xacobeo Blu:Sens |                      |

| Liga ACB (2009./10.) | Liga ACB (2009./10.) |
| --- | -------------------- |
| |                      |
| Alta Gestión Fuenlabrada \| Bàsquet Manresa \| Bizkaia Bilbao Basket \| Caja Laboral \| Cajasol \| CB Granada \| CB Murcia \| CB Valladolid \| DKV Joventut \| Estudiantes \| Gran Canaria 2014 \| Lagun Aro GBC \| Meridiano Alicante \| Real Madrid \| Regal FC Barcelona \| Unicaja \| Valencia BC \| Xacobeo Blu:Sens |                      |

| Euroliga 2008./09.         | Euroliga 2008./09. |
| -------------------------- | --- |
|                            | |
| Prvak                      | Panathinaikos |
|                            | |
| Finalist                   | CSKA Moskva |
|                            | |
| Treće mjesto               | Regal FC Barcelona |
|                            | |
| Četvrto mjesto             | Olympiakos |
|                            | |
| Ispali u četvrtfinalu      | Montepaschi Siena • Partizan Igokea • Real Madrid • TAU Cerámica                                                                          |
|                            | |
| Stigli do Top 16           | AJ Milano • ALBA Berlin • Asseco Prokom Sopot • Cibona Zagreb • Fenerbahçe Ülker • Lottomatica Rim • Maccabi Tel Aviv • Unicaja Málaga    |
|                            | |
| Ispali u regularnom dijelu | Air Avellino • DKV Joventut • Fenerbahçe Ülker • Le Mans • Panionios OnTelecoms • SLUC Nancy • Union Olimpija Ljubljana • Žalgiris Kaunas |

| Euroliga 2008./09.         | Euroliga 2008./09. |
| -------------------------- | --- |
|                            | |
| Prvak                      | Panathinaikos |
|                            | |
| Finalist                   | CSKA Moskva |
|                            | |
| Treće mjesto               | Regal FC Barcelona |
|                            | |
| Četvrto mjesto             | Olympiakos |
|                            | |
| Ispali u četvrtfinalu      | Montepaschi Siena • Partizan Igokea • Real Madrid • TAU Cerámica                                                                          |
|                            | |
| Stigli do Top 16           | AJ Milano • ALBA Berlin • Asseco Prokom Sopot • Cibona Zagreb • Fenerbahçe Ülker • Lottomatica Rim • Maccabi Tel Aviv • Unicaja Málaga    |
|                            | |
| Ispali u regularnom dijelu | Air Avellino • DKV Joventut • Fenerbahçe Ülker • Le Mans • Panionios OnTelecoms • SLUC Nancy • Union Olimpija Ljubljana • Žalgiris Kaunas |